# テイエムハリアー
テイエムハリアー（欧字名:T M Harrier、2006年4月30日 - ）は、日本の競走馬。主な勝ち鞍に2011年の京都ジャンプステークス、2012年の阪神ジャンプステークス、2013年の京都ハイジャンプ。
馬名の由来は、冠名＋戦闘機名より。

## 戦績

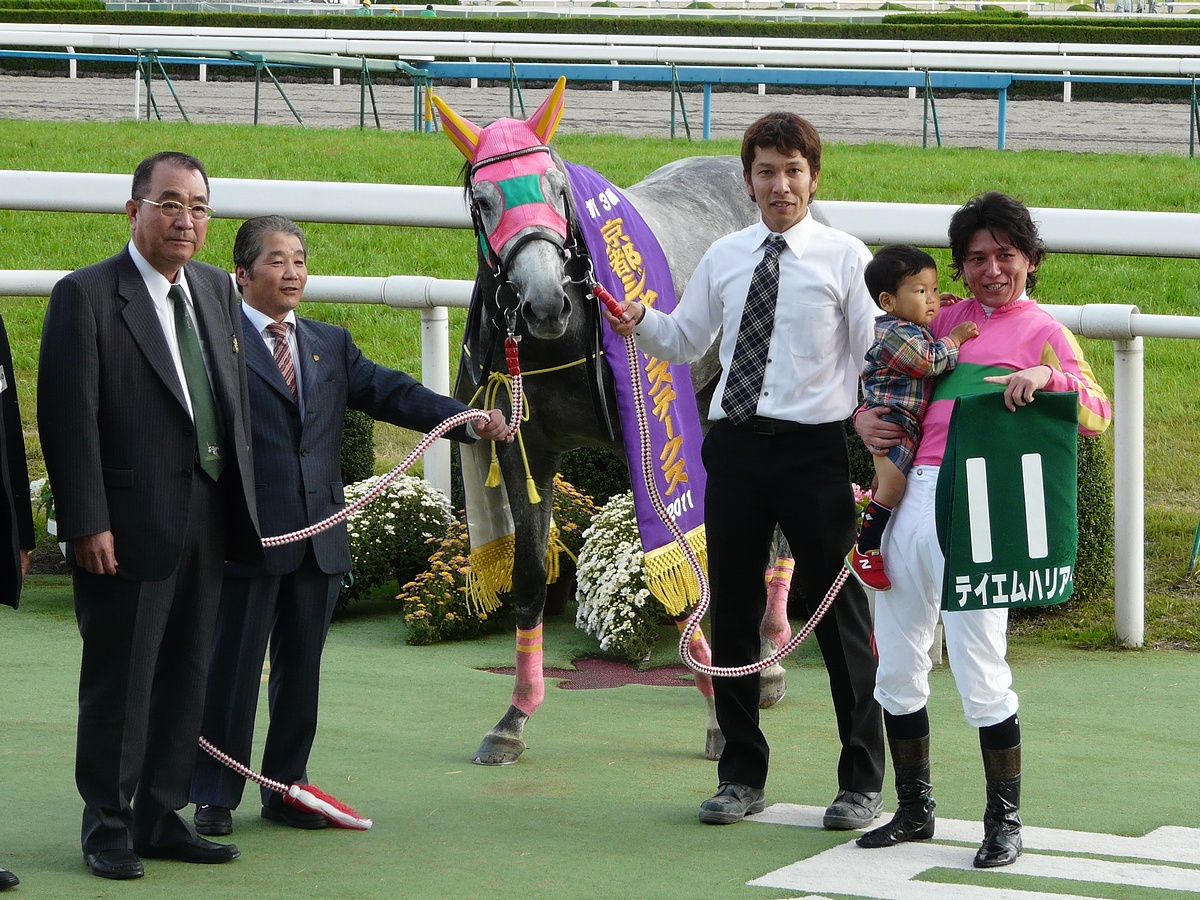
2011年京都ジャンプステークス

2006年4月30日に新冠町のタニグチ牧場で誕生。2005年度JRA賞最優秀2歳牝馬テイエムプリキュアの半弟で、姉と同じく五十嵐忠男厩舎に入厩。
2009年1月4日に京都競馬場でデビュー、6月28日に札幌競馬場で初勝利を挙げるが平地では14戦して、この1勝で3歳時を終えた。
明け4歳の2010年1月17日の京都競馬場、障害4歳上未勝利で障害デビュー。スタートから先頭に立ち、レコードタイムで勝利した。続く淀ジャンプステークスも連勝。重賞でも京都ハイジャンプ3着、京都ジャンプステークス2着の活躍を見せ、4歳時は3勝を挙げる。
5歳時は牛若丸ジャンプステークスを快勝するも阪神スプリングジャンプは落馬競走中止。秋緒戦の東京ハイジャンプも6着だった。2011年11月12日の京都ジャンプステークスでは、前年の優勝馬ランヘランバを追走、2周目で先頭に立つとエルジャンクションの追撃を振り切ってレコードタイムで勝利した。
6歳時は牛若丸ジャンプステークスを連覇、春麗ジャンプステークスは2番人気に推されるもブービーだった。2012年4月15日の福島競馬場で2年4か月ぶりに平地競走に出走した（14着）。京都ハイジャンプは積極的にハナを奪い、後続に10馬身以上の差をつけ逃げるも直線でエムエスワールドにかわされ2着。続く小倉サマージャンプでも2着。阪神ジャンプステークスは1番人気のデンコウオクトパスに一旦は先頭に立たれるも、3コーナーで差し替えし3度目のレコードタイムで優勝した。連覇の懸かった京都ジャンプステークスは落馬競走中止。
7歳緒戦は牛若丸ジャンプステークスに出走。同レース3連覇を達成した。阪神スプリングジャンプは落馬競走中止。京都ハイジャンプはスタートの出脚こそ悪かったものの、すぐに先頭を奪い返してハイローラー以下を完封した。秋緒戦の阪神ジャンプステークスは2着となる。
休養をはさみ、2014年3月15日の阪神スプリングジャンプに出走したが8着に終わる。レース後に右浅屈腱不全断裂が判明。競走能力喪失と診断されたため、レース翌日に引退することが決まった。引退後は、京都府京都市右京区の京北育成牧場で乗馬となる。

## 競走成績
| 競走日     | 競馬場 | 競走名             | 格      | 距離（馬場）  | 頭 数 | 枠 番 | 馬 番 | オッズ （人気） | 着順 | タイム （上り3F） | 着差 | 騎手      | 斤量 [kg] | 1着馬（2着馬）         | 馬体重 [kg] |
| ---------- | ------ | ------------------ | ------- | ------------- | ----- | ----- | ----- | --------------- | ---- | ----------------- | ---- | --------- | --------- | ---------------------- | ----------- |
| 2009.01.04 | 京都   | 3歳新馬            |         | 芝1800m（良） | 13    | 8     | 12    | 040.60（9人）   | 06着 | R1:49.9（35.9）   | -1.0 | 0熊沢重文 | 56        | レッドディザイア       | 444         |
| 0000.01.24 | 中京   | 3歳未勝利          |         | ダ1700m（重） | 16    | 5     | 10    | 004.80（2人）   | 13着 | R1:50.4（41.8）   | -2.8 | 0荻野琢真 | 53        | ダスタップ             | 450         |
| 0000.02.22 | 京都   | 3歳未勝利          |         | 芝2000m（良） | 15    | 6     | 9     | 020.20（6人）   | 05着 | R2:04.1（36.2）   | -0.3 | 0小林徹弥 | 56        | ブルーモーリシャス     | 440         |
| 0000.03.08 | 阪神   | 3歳未勝利          |         | 芝2000m（良） | 15    | 7     | 12    | 030.20（9人）   | 04着 | R2:05.8（35.5）   | -0.4 | 0国分恭介 | 53        | リアルプリンス         | 438         |
| 0000.03.28 | 阪神   | 3歳未勝利          |         | 芝2200m（良） | 18    | 2     | 4     | 010.40（4人）   | 03着 | R2:16.9（36.7）   | -0.6 | 0国分恭介 | 53        | マイファーストラヴ     | 434         |
| 0000.04.11 | 阪神   | 3歳未勝利          |         | 芝2000m（良） | 15    | 4     | 6     | 013.10（5人）   | 03着 | R2:04.8（34.7）   | -0.3 | 0国分恭介 | 53        | ボンバルリーナ         | 438         |
| 0000.05.02 | 京都   | 3歳未勝利          |         | 芝1800m（良） | 14    | 7     | 12    | 003.20（1人）   | 03着 | R1:48.6（36.7）   | -0.6 | 0国分恭介 | 53        | ロードラテアート       | 442         |
| 0000.05.17 | 京都   | 3歳未勝利          |         | 芝1800m（良） | 14    | 4     | 6     | 004.60（3人）   | 03着 | R1:48.9（35.4）   | -0.2 | 0安部幸夫 | 56        | アグネスサクラ         | 440         |
| 0000.06.20 | 札幌   | 3歳未勝利          |         | 芝2000m（良） | 16    | 1     | 1     | 003.10（2人）   | 06着 | R2:03.0（35.7）   | -0.5 | 0藤田伸二 | 56        | エアペイシェンス       | 444         |
| 0000.06.28 | 札幌   | 3歳未勝利          |         | 芝1800m（良） | 13    | 4     | 6     | 003.50（2人）   | 01着 | R1:48.9（35.7）   | -0.3 | 0藤田伸二 | 56        | （ホッコービックワン） | 454         |
| 0000.07.19 | 札幌   | 宗谷特別           | 500万下 | 芝1800m（重） | 14    | 8     | 14    | 020.40（8人）   | 10着 | R1:51.5（36.9）   | -1.1 | 0武幸四郎 | 54        | エアシャトゥーシュ     | 442         |
| 0000.08.16 | 札幌   | 留萌特別           | 500万下 | 芝1800m（良） | 14    | 8     | 13    | 036.5（10人）   | 11着 | R1:50.3（36.3）   | -1.1 | 0武幸四郎 | 54        | マサノウイズキッド     | 444         |
| 0000.11.14 | 京都   | 3歳上500万下       |         | 芝2000m（重） | 17    | 1     | 2     | 207.3（17人）   | 03着 | R2:01.5（35.6）   | -0.2 | 0国分恭介 | 52        | ウォークラウン         | 440         |
| 0000.12.05 | 阪神   | 3歳上500万下       |         | 芝1800m（稍） | 18    | 8     | 18    | 017.80（7人）   | 11着 | R1:48.5（35.3）   | -0.7 | 0国分恭介 | 53        | メイショウジンム       | 448         |
| 2010.01.17 | 京都   | 障害4歳上未勝利    |         | 障2930m（良） | 14    | 3     | 3     | 020.40（6人）   | 01着 | R3:12.2（13.1）   | -0.8 | 0熊沢重文 | 59        | （シースピアー）       | 454         |
| 0000.02.13 | 京都   | 淀ジャンプS        | OP      | 障3790m（稍） | 14    | 6     | 9     | 003.00（1人）   | 01着 | R4:18.5（13.6）   | -0.0 | 0熊沢重文 | 59        | （ショウリュウケン）   | 452         |
| 0000.03.13 | 阪神   | 阪神スプリングJ    | J・GII  | 障3900m（良） | 14    | 7     | 12    | 004.00（1人）   | 07着 | R4:22.4（13.5）   | -1.7 | 0熊沢重文 | 59        | トーワベガ             | 450         |
| 0000.05.15 | 京都   | 京都ハイジャンプ   | J・GII  | 障3930m（良） | 14    | 3     | 4     | 004.90（3人）   | 03着 | R4:24.3（13.5）   | -1.2 | 0林満明   | 59        | エーシンディーエス     | 454         |
| 0000.10.09 | 京都   | 障害3歳上OP        |         | 障3170m（稍） | 13    | 1     | 1     | 001.80（1人）   | 01着 | R3:34.2（13.5）   | -2.2 | 0白浜雄造 | 61        | （グロッケンライン）   | 456         |
| 0000.11.13 | 京都   | 京都ジャンプS      | J・GIII | 障3170m（良） | 12    | 4     | 4     | 003.00（1人）   | 02着 | R3:32.5（13.4）   | -0.8 | 0白浜雄造 | 60        | ランヘランバ           | 462         |
| 2011.01.15 | 京都   | 牛若丸ジャンプS    | OP      | 障3170m（良） | 14    | 6     | 10    | 003.60（2人）   | 01着 | R3:32.2（13.4）   | -0.4 | 0白浜雄造 | 60        | （ランヘランバ）       | 466         |
| 0000.03.21 | 阪神   | 阪神スプリングJ    | J・GII  | 障3900m（稍） | 14    | 4     | 6     | 004.50（2人）   |      | 競走中止          |      | 0白浜雄造 | 60        | オープンガーデン       | 452         |
| 0000.10.15 | 東京   | 東京ハイジャンプ   | J・GII  | 障3300m（稍） | 14    | 3     | 4     | 007.20（4人）   | 06着 | R3:43.6（13.6）   | -1.3 | 0白浜雄造 | 60        | マジェスティバイオ     | 454         |
| 0000.11.12 | 京都   | 京都ジャンプS      | J・GIII | 障3170m（良） | 11    | 8     | 11    | 005.00（3人）   | 01着 | R3:30.4（13.3）   | -0.1 | 0白浜雄造 | 60        | （エルジャンクション） | 454         |
| 2012.01.14 | 京都   | 牛若丸ジャンプS    | OP      | 障3170m（良） | 14    | 3     | 4     | 001.60（1人）   | 01着 | R3:31.4（13.3）   | -0.4 | 0白浜雄造 | 60        | （カネスラファール）   | 458         |
| 0000.02.04 | 東京   | 春麗ジャンプS      | OP      | 障3100m（良） | 14    | 7     | 12    | 003.20（2人）   | 13着 | R3:32.7（13.7）   | -3.6 | 0白浜雄造 | 60        | ディアマジェスティ     | 454         |
| 0000.04.15 | 福島   | 4歳上500万下       |         | ダ2400m（良） | 16    | 3     | 5     | 014.40（6人）   | 14着 | R2:39.4（41.1）   | -2.2 | 0松山弘平 | 57        | バンダムミラージュ     | 444         |
| 0000.05.12 | 京都   | 京都ハイジャンプ   | J・GII  | 障3930m（良） | 12    | 3     | 3     | 004.60（2人）   | 02着 | R4:21.7（13.3）   | -0.1 | 0白浜雄造 | 60        | エムエスワールド       | 456         |
| 0000.07.28 | 小倉   | 小倉サマージャンプ | J・GIII | 障3390m（良） | 14    | 3     | 3     | 002.70（1人）   | 02着 | R3:41.4（13.1）   | -0.5 | 0白浜雄造 | 60        | エムエスワールド       | 458         |
| 0000.09.15 | 阪神   | 阪神ジャンプS      | J・GIII | 障3140m（良） | 12    | 8     | 11    | 006.40（4人）   | 01着 | R3:25.6（13.1）   | -0.2 | 0熊沢重文 | 60        | （ナリタシャトル）     | 460         |
| 0000.11.10 | 京都   | 京都ジャンプS      | J・GIII | 障3170m（良） | 8     | 1     | 1     | 001.50（1人）   |      | 競走中止          |      | 0熊沢重文 | 60        | マサノブルース         | 456         |
| 2013.01.19 | 京都   | 牛若丸ジャンプS    | OP      | 障3170m（良） | 14    | 3     | 3     | 001.70（1人）   | 01着 | R3:32.1（13.4）   | -0.3 | 0白浜雄造 | 61        | （コスモソユーズ）     | 460         |
| 0000.03.09 | 阪神   | 阪神スプリングJ    | J・GII  | 障3900m（良） | 12    | 1     | 11    | 003.40（3人）   |      | 競走中止          |      | 0白浜雄造 | 60        | シゲルジュウヤク       | 460         |
| 0000.05.12 | 京都   | 京都ハイジャンプ   | J・GII  | 障3930m（良） | 12    | 4     | 5     | 002.00（1人）   | 01着 | R4:23.5（13.4）   | -0.5 | 0熊沢重文 | 60        | （ハイローラー）       | 460         |
| 0000.09.14 | 阪神   | 阪神ジャンプS      | J・GIII | 障3140m（良） | 14    | 1     | 1     | 002.50（1人）   | 02着 | R3:25.1（13.1）   | -0.3 | 0熊沢重文 | 60        | オースミムーン         | 458         |
| 2014.03.15 | 阪神   | 阪神スプリングJ    | J・GII  | 障3900m（良） | 12    | 2     | 2     | 006.20（3人）   | 08着 | R4:27.9（13.7）   | -4.2 | 0熊沢重文 | 60        | ケイアイドウソジン     | 462         |

- タイム欄のRはレコード勝ちを示す。

1. ↑  障害戦は平均1F

## 血統表
| テイエムハリアーの血統（サンデーサイレンス系 / Northern Dancer4×5=9.38%、Nearctic5×5・5=6.25%） | テイエムハリアーの血統（サンデーサイレンス系 / Northern Dancer4×5=9.38%、Nearctic5×5・5=6.25%） | テイエムハリアーの血統（サンデーサイレンス系 / Northern Dancer4×5=9.38%、Nearctic5×5・5=6.25%） | （血統表の出典）         | （血統表の出典）    |
| 父 ニューイングランド 1997 栗毛 日本                                                            | 父の父*サンデーサイレンス Sunday Silence 1986 青鹿毛 アメリカ                                   | Halo 1969 黒鹿毛 アメリカ                                                                       | Hail to Reason 1958      | Hail to Reason 1958 |
| 父 ニューイングランド 1997 栗毛 日本                                                            | 父の父*サンデーサイレンス Sunday Silence 1986 青鹿毛 アメリカ                                   | Halo 1969 黒鹿毛 アメリカ                                                                       | Cosmah 1953              |                     |
| 父 ニューイングランド 1997 栗毛 日本                                                            | 父の父*サンデーサイレンス Sunday Silence 1986 青鹿毛 アメリカ                                   | Wishing Well 1975 鹿毛 アメリカ                                                                 | Understanding 1963       | Understanding 1963  |
| 父 ニューイングランド 1997 栗毛 日本                                                            | 父の父*サンデーサイレンス Sunday Silence 1986 青鹿毛 アメリカ                                   | Wishing Well 1975 鹿毛 アメリカ                                                                 | Mountain Flower 1964     |                     |
| 父 ニューイングランド 1997 栗毛 日本                                                            | 父の母*クラウンフォレスト 1990 栗毛 アメリカ                                                    | Chief's Crown 1982 鹿毛 アメリカ                                                                | Danzig 1977              | Danzig 1977         |
| 父 ニューイングランド 1997 栗毛 日本                                                            | 父の母*クラウンフォレスト 1990 栗毛 アメリカ                                                    | Chief's Crown 1982 鹿毛 アメリカ                                                                | Six Crowns 1976          |                     |
| 父 ニューイングランド 1997 栗毛 日本                                                            | 父の母*クラウンフォレスト 1990 栗毛 アメリカ                                                    | プレイメイト Playmate 1975 栗毛 アメリカ                                                        | Buckpasser 1963          | Buckpasser 1963     |
| 父 ニューイングランド 1997 栗毛 日本                                                            | 父の母*クラウンフォレスト 1990 栗毛 アメリカ                                                    | プレイメイト Playmate 1975 栗毛 アメリカ                                                        | Intriguing 1964          |                     |
| 母 フェリアード 1996 芦毛 日本                                                                  | 母の父*ステートリードン Stately Don 1984 青鹿毛 アメリカ                                        | Nureyev                                                                                         | Northern Dancer          | Northern Dancer     |
| 母 フェリアード 1996 芦毛 日本                                                                  | 母の父*ステートリードン Stately Don 1984 青鹿毛 アメリカ                                        | Nureyev                                                                                         | Special                  |                     |
| 母 フェリアード 1996 芦毛 日本                                                                  | 母の父*ステートリードン Stately Don 1984 青鹿毛 アメリカ                                        | Dona Ysidra                                                                                     | Le Fabuleux              | Le Fabuleux         |
| 母 フェリアード 1996 芦毛 日本                                                                  | 母の父*ステートリードン Stately Don 1984 青鹿毛 アメリカ                                        | Dona Ysidra                                                                                     | Matriarch                |                     |
| 母 フェリアード 1996 芦毛 日本                                                                  | 母の母*ユキグニ Yukiguni 1986 芦毛 アメリカ                                                     | Caro                                                                                            | *フォルティノ            | *フォルティノ       |
| 母 フェリアード 1996 芦毛 日本                                                                  | 母の母*ユキグニ Yukiguni 1986 芦毛 アメリカ                                                     | Caro                                                                                            | Chambord                 |                     |
| 母 フェリアード 1996 芦毛 日本                                                                  | 母の母*ユキグニ Yukiguni 1986 芦毛 アメリカ                                                     | *デリケートアイス Delicate Ice                                                                  | Icecapade                | Icecapade           |
| 母 フェリアード 1996 芦毛 日本                                                                  | 母の母*ユキグニ Yukiguni 1986 芦毛 アメリカ                                                     | *デリケートアイス Delicate Ice                                                                  | Damascene F-No.1-s (1-x) |                     |

- 半姉は2005年度JRA賞最優秀2歳牝馬のテイエムプリキュア（父：パラダイスクリーク）。
- 半弟に兄と同じ京都ジャンプステークス（J・GIII）優勝のマイネルフィエスタ（父：シンボリクリスエス）がいる。

- 伯父に重賞4勝を含む12勝を挙げたエムアイブランがいる。